# Haderslev Sygehus
Haderslev Sygehus var et offentligt drevet sygehus. Det ejedes af Region Syddanmark og blev drevet under sygehusenheden Sygehus Sønderjylland. Sygehuset indeholder en skadeklinik, gynækologisk og obstetrisk afdeling, dagkirurgisk, ortopædkirurgisk afdeling samt serviceafdelinger som laboratorie, blodbank og røntgen.
Ifølge den vedtagne sygehusstruktur i Region Syddanmark, skulle sygehuset lukke i 2014, hvorefter afdelingerne blev flyttet til Kolding og Aabenraa. Sygehuset i Haderslev blev i 2013 solgt til statens ejendomsselskab Freja for 30 mill. Kr.